# Ministerie van Binnenlandse Zaken (Letland)
Het ministerie van Binnenlandse Zaken van Letland (Lets:Latvijas Republikas Iekšlietu ministrija) is een overheidsinstelling van Letland belast met binnenlandse aangelegenheden en bestuur.
Het Letse ministerie van Binnenlandse Zaken werd in 1918 opgericht. Politie en veiligheid vallen onder dit ministerie. Het wordt sinds 2023 geleid door Rihards Kozlovskis.